# Otis College of Art and Design
Otis College of Art and Design è una scuola privata di arte e design di Los Angeles, California . Fondata nel 1918, è stata la prima scuola d'arte professionale indipendente della città Il campus principale si trova nell'ex quartier generale di IBM Aerospace al 9045 Lincoln Boulevard a Westchester, Los Angeles.
I programmi della scuola, accreditati da WASC e National Association of Schools of Art and Design, includono lauree quadriennali BFA in illustrazione, belle arti, design grafico, architettura, progettazione del paesaggio, design di interni, design della moda, media digitali, design di giocattoli e progettazione del prodotto. L'università offre anche diplomi di MFA in belle arti, progettazione grafica, studi pubblici e scrittura. Gli studenti universitari scelgono una specializzazione nel loro secondo anno, dopo aver completato una serie di lezioni tradizionali di disegno, pittura, composizione e costruzione nel loro primo anno. Oltre al lavoro in studio, sono richiesti corsi standard di arti liberali, sebbene i corsi di storia tradizionale siano sostituiti da storia dell'arte.

## Storia
Otis, a lungo considerata una delle principali istituzioni artistiche della California, nacque nel 1918, quando il fondatore del Los Angeles Times Harrison Gray Otis lasciò in eredità la sua proprietà a Westlake, Los Angeles, per avviare la prima scuola d'arte professionale pubblica e indipendente nel sud della California. L'attuale campus principale dell'Otis College (dalla primavera 1997) si trova nella zona di Westchester di Los Angeles, vicino all'aeroporto internazionale di Los Angeles. L'edificio principale (costruito nel 1963) è stato progettato dall'architetto Eliot Noyes per IBM ed è noto per le sue finestre per computer in stile "scheda perforata".
L'edificio è stato ampiamente ristrutturato nel 1997 dal college quando si è trasferito dalla sua posizione originale di fronte al MacArthur Park, vicino al centro di Los Angeles. Il Galef Center, realizzato per il dipartimento di Belle Arti, è stato progettato da Fredrick Fisher e costruito nel 2001.
Una scuola di ceramica è stata fondata da Peter Voulkos a Otis negli anni '50 e faceva parte di movimenti artistici come il movimento Craft-to-Art, noto anche come American Clay Revolution, che ha influenzato la scena della Ferus Gallery degli anni '60. Molti artisti di spicco associati al movimento Light and Space della California meridionale furono coinvolti nelle attività della scuola, così come i leader del mondo dell'arte concettuale degli anni '70. Inoltre, Otis ha nutrito importanti artisti latini e anche il gruppo murale Los Four ha avuto origine a Otis negli anni '70.
La scuola era originariamente chiamata Otis Art Institute. Dal 1978 al 1991, è stata affiliata alla Parsons School of Design di New York e conosciuta come Otis-Parsons (nome completo: Otis Art Institute of Parsons School of Design, A Division of the New School for Social Research). Questa affiliazione ha permesso agli studenti di trascorrere un semestre o più presso le scuole Parsons di New York e Parigi. Nell'estate del 1991 è diventato di nuovo indipendente e conosciuto come Otis College of Art and Design.
Dal 2005, è una delle scuole private di arte e design culturalmente più diversificate del paese.

## Classifiche
The Economist ha classificato Otis College of Art and Design al sesto posto tra le università nazionali nella sua classifica 2015 dei migliori college statunitensi per "Value of Education" sulla base di un sofisticato metodo di valutazione e di guadagni degli alumni al di sopra delle aspettative. Money Magazine ha classificato Otis al quarto posto per "Best Value Added College".

## Programmi universitari
Otis è noto per il suo diploma BFA offerto in fashion design. Sotto la direzione di Rosemary Brantley, questo programma è considerato uno dei migliori programmi di fashion design nel suo genere negli Stati Uniti. Otis Fashion Design è ospitato presso il California Market Center nel centro di Los Angeles. Gli studenti traggono vantaggio dal lavorare a stretto contatto con i mentori di design e vengono formati in tutti gli aspetti del processo di progettazione mentre emulano uno studio di design di moda e seguono il programma stagionale del settore. I critici in visita hanno incluso designer come Bob Mackie, Francisco Costa per Calvin Klein, Vera Wang, Diane von Fürstenberg, Isabel Toledo, Isaac Mizrahi e Todd Oldham . I principali designer come Eduardo Lucero e Rick Owens sono alunni del programma.

## Artisti in residenza
- Passato (anni '40): Norman Rockwell
- 2005: Shahzia Sikander
- 2006: Masami Teraoka
- 2007: Nancy Chunn
- 2008: Mark Dean Veca

## Allievi illustri
- Anni '20: Anders G. Aldrin, Bob Clampett, Ralston Crawford, Harwell Hamilton Harris, Edith Head, Arthur Hill Gilbert, John Hench, Paul Landacre, Ben H. Lewis,[12] Edward L. Thrasher, Milford Zornes, Wilfred Jackson, Thomas McKimson, George Stanley, Alice Taylor Gafford, Anders G. Aldrin
- Anni '30: Gladys Aller, Harry Bowden, Philip Guston, Dorothy Jeakins, Tyrus Wong, Hideo Date
- Anni '40: John Altoon, Joseph Mugnaini, George Chann
- Anni '50: John Baldessari, Billy Al Bengston, Robert Irwin, John Mason, Paul Soldner, Tom Van Sant, Stan Bitters, Kenneth Price, Dean Tavoularis, Virginia Jaramillo
- Anni '60: Bas Jan Ader, Barry Le Va, Masami Teraoka, John Lees, Norman Zammitt
- Anni '70: Carlos Almaraz, Alonzo Davis, Dorothy Faison, Kim Gordon, David Hammons, Judithe Hernández, Bryan Hunt, Kerry James Marshall, Mundo Meza, May Sun, Kent Twitchell, Bruce Yonemoto, Coleen Sterritt
- Anni '80: Diane Gamboa, Lawrence Gipe, Tony Greene, Rebecca Jo Morales, Ray Navarro, Jim Rygiel, Alison Saar, Michael S. Smith, Patssi Valdez, Jeffrey Vallance, Darren Waterston, Ruben Ochoa, Sandow Birk, Tim Biskup, Rick Owens, Sarah Perry, Steve Roden, Mark Dean Veca, Liz Young
- Anni '90: Abhay Deol, Gajin Fujita, Camille Rose Garcia, Eduardo Lucero, Khoi Vinh, Hideko Takahashi, Emma Ferreira, Garth Trinidad Claire Pettibone.
- Anni 2000: David Tai Bornoff, Faris McReynolds, Hana Mae Lee, Mayuka Thaïs
- Anni 2010: Kour Pour

## Galleria Ben Maltz
La Galleria Ben Maltz dell'Otis College è uno spazio artistico professionale che presenta mostre collettive e personali in una varietà di media. L'obiettivo principale della galleria è mettere in mostra l' arte contemporanea che spinge i confini della forma e del soggetto nel contesto della programmazione nazionale e internazionale. Al servizio della comunità artistica locale, del pubblico e degli studenti e dei docenti di Otis, la Galleria Maltz presenta artisti emergenti e affermati locali e internazionali.

## Cultura di massa
Il film Art School Confidential (2006) è stato parzialmente girato a Otis e il professor Gary Geraths della Fondazione Otis ha lavorato come consulente per il film.